# Icterus auricapillus
Icterus auricapillus là một loài chim trong họ Icteridae.